# Yajima Shinya
Yajima Shinya (矢島 慎也 sinh ngày 18 tháng 1 năm 1994) là một cầu thủ bóng đá người Nhật Bản thi đấu cho Gamba Osaka ở J1 League.

## Thống kê sự nghiệp
Cập nhật đến ngày 11 tháng 6 năm 2018.
| Câu lạc bộ          | Mùa giải            | Giải vô địch | Giải vô địch | Cúp1    | Cúp1      | Cúp Liên đoàn2 | Cúp Liên đoàn2 | AFC     | AFC       | Khác3   | Khác3     | Tổng    | Tổng      |
| Câu lạc bộ          | Mùa giải            | Số trận      | Bàn thắng    | Số trận | Bàn thắng | Số trận        | Bàn thắng      | Số trận | Bàn thắng | Số trận | Bàn thắng | Số trận | Bàn thắng |
| ------------------- | ------------------- | ------------ | ------------ | ------- | --------- | -------------- | -------------- | ------- | --------- | ------- | --------- | ------- | --------- |
| Urawa Red Diamonds  | 2011                | 0            | 0            | 1       | 0         | 0              | 0              | –       | –         | –       | –         | 1       | 0         |
| Urawa Red Diamonds  | 2012                | 8            | 0            | 1       | 1         | 5              | 2              | 0       | 0         | –       | –         | 14      | 3         |
| Urawa Red Diamonds  | 2013                | 4            | 1            | 1       | 0         | 1              | 0              | 1       | 0         | –       | –         | 7       | 1         |
| Urawa Red Diamonds  | 2014                | 0            | 0            | 1       | 0         | 5              | 1              | 0       | 0         | –       | –         | 6       | 1         |
| Urawa Red Diamonds  | 2017                | 11           | 1            | 1       | 0         | 2              | 0              | 4       | 0         | 1       | 0         | 19      | 1         |
| Tổng                | Tổng                | 23           | 2            | 5       | 1         | 13             | 3              | 5       | 0         | 1       | 0         | 47      | 6         |
| Fagiano Okayama     | 2015                | 37           | 8            | 1       | 0         | –              | –              | –       | –         | –       | –         | 38      | 8         |
| Fagiano Okayama     | 2016                | 37           | 5            | 3       | 0         | –              | –              | –       | –         | 2       | 0         | 42      | 5         |
| Tổng                | Tổng                | 74           | 13           | 4       | 0         | –              | –              | –       | –         | 2       | 0         | 80      | 13        |
| Gamba Osaka         | 2018                | 2            | 0            | 0       | 0         | 2              | 0              | –       | –         | –       | –         | 4       | 0         |
| Tổng                | Tổng                | 2            | 0            | 0       | 0         | 2              | 0              | –       | –         | –       | –         | 4       | 0         |
| Tổng cộng sự nghiệp | Tổng cộng sự nghiệp | 99           | 15           | 9       | 1         | 15             | 3              | 5       | 0         | 3       | 0         | 131     | 19        |

1Bao gồm Cúp Hoàng đế Nhật Bản.
2Bao gồm J. League Cup.
3Bao gồm Siêu cúp Nhật Bản, J2 playoffs and Giải bóng đá Cúp câu lạc bộ thế giới.
Thành tích đội dự bị
| Thành tích câu lạc bộ | Thành tích câu lạc bộ   | Thành tích câu lạc bộ | Giải vô địch | Giải vô địch | Tổng cộng | Tổng cộng |
| Mùa giải              | Câu lạc bộ              | Giải vô địch          | Số trận      | Bàn thắng    | Số trận   | Bàn thắng |
| Nhật Bản              | Nhật Bản                | Nhật Bản              | Giải vô địch | Giải vô địch | Tổng cộng | Tổng cộng |
| --------------------- | ----------------------- | --------------------- | ------------ | ------------ | --------- | --------- |
| 2014                  | J.League U-22 Selection | J3                    | 3            | 1            | 3         | 1         |
| 2018                  | U-23 Gamba Osaka        | J3                    | 9            | 0            | 9         | 0         |
| Tổng cộng sự nghiệp   | Tổng cộng sự nghiệp     | Tổng cộng sự nghiệp   | 12           | 1            | 12        | 1         |

## Danh hiệu
===Quốc tế=== 
U-23 Nhật Bản
- Giải vô địch bóng đá U-23 châu Á: 2016

### Câu lạc bộ
Urawa Red Diamonds
- Giải vô địch bóng đá các câu lạc bộ châu Á: 2017